# Maestro de la Predela de Ashmolean
El Maestro de la Predela de Ashmolean fue un pintor activo en Florencia entre los años de 1350 y 1400 dentro del movimiento del Trecento italiano. Este Maestro se conoce debido a que se identificó y se atribuyó la predela del retablo El nacimiento de la Virgen María (c. 1365-1370), del Museo Ashmolean de Oxford, Inglaterra, aunque en un principio la pieza fue atribuida al pintor Orcagna, con el cual el Maestro de Ashmolean se cree, se formó.

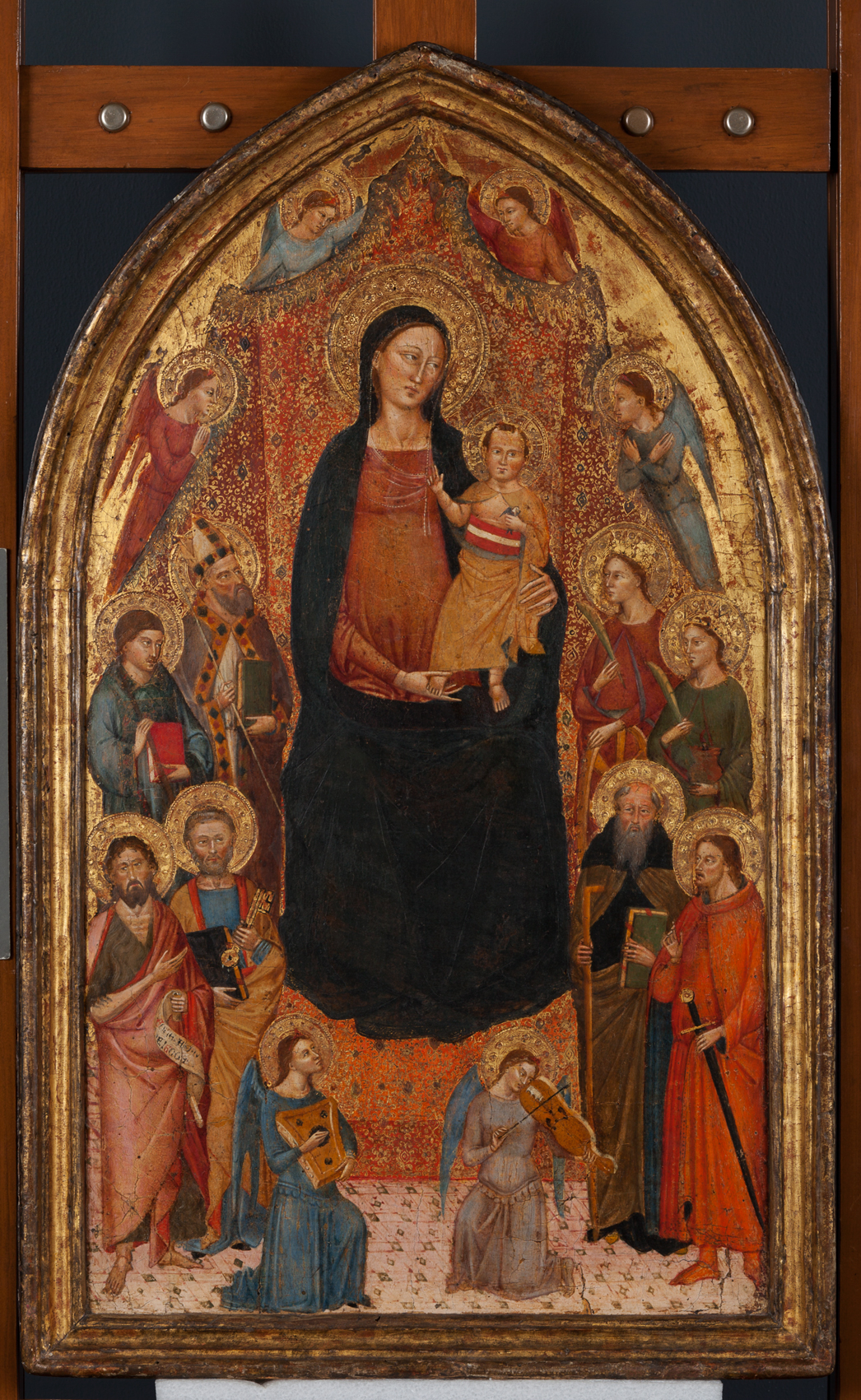
Maestro de la Predela de Ashmolean. La Virgen y el Niño entronizados con los santos Juan el Bautista, Pedro, Lorenzo, Zenobio de Alejandría, Lucía, Antonio Abad y Eustacio con los ángeles. c 1365-1370. Temple sobre tabla.

Gracias a los estudios del curador Laurance Kanter, se supo que trabajó con Orcagna en un tríptico. Posteriormente colaboró con su hermano Jacopo di Cione en la serie de la Crucifixión (1369-1370), para después trabajar individualmente.

## Obras atribuidas
- Predela del Nacimiento de la Virgen María
- Tríptico de San Mateo
- La Crucifixión
- La Virgen y el Niño entronizados con los santos Juan Bautista, Pedro, Lorenzo, Zenobio, Catalina de Alejandría, Lucía, Antonio Abad y Eustaquio, con ángeles